# 127ª Divisione fucilieri motorizzata
La 127ª Divisione fucilieri motorizzata (in russo 127-я мотострелковая дивизия?, 127-ja motostrelkovaja divizija, unità militare 44980) è un'unità di fanteria meccanizzata delle Forze terrestri russe, subordinata alla 5ª Armata combinata delle guardie del Distretto militare orientale e con base a Sergeevka nel Territorio del Litorale.

## Storia

### Unione Sovietica
La divisione venne inizialmente costituita per ordine del Consiglio militare rivoluzionario il 14 maggio 1932 presso Lesozavodsk come 2ª Divisione kolchoz, e inquadrata nell'Armata Speciale dell'Estremo Oriente. Il 21 maggio 1936 venne rinominata 66ª Divisione fucilieri. Nel maggio 1945 andò a formare la 35ª Armata all'interno del 1º Fronte dell'Estremo Oriente. A partire dal 9 agosto prese parte all'invasione sovietica della Manciuria, oltrepassando il fiume Sungača. Nei giorni successivi conquistò le città di Mishan, Jilin e Harbin. Per il valore dimostrato in combattimento contro le forze giapponesi, il 19 settembre la divisione fu insignita dell'Ordine di Kutuzov di II Classe.
Nell'immediato dopoguerra, il 29 novembre 1945, la divisione venne riorganizzata nella 2ª Divisione corazzata. Negli anni subì diversi cambi di numerazione, diventando la 32ª Divisione corazzata il 30 aprile 1957 e la 66ª Divisione corazzata l'11 gennaio 1965. Il 30 marzo 1970 tornò invece ad essere un'unità di fanteria, venendo ribattezzata 277ª Divisione fucilieri motorizzata. Nel maggio 1981 la divisione venne trasferita presso l'attuale sede di Sergeevka, nel distretto di Pograničnyj. Il 1º giugno 1990 fu nuovamente riorganizzata nella 127ª Divisione artiglieria mitragliera.

### Federazione Russa
Ereditata dalla Russia in seguito alla dissoluzione dell'Unione Sovietica, nel 2009 la divisione venne ridimensionata, diventando la 59ª Brigata fucilieri motorizzata. A partire dal suo 218º Reggimento venne invece creata l'attuale 60ª Brigata fucilieri motorizzata. Il 1º dicembre 2018 è stata costituita l'attuale divisione, a partire dalla 59ª e dalla 70ª Brigata fucilieri motorizzata che sono andate a formare rispettivamente il 394º e il 114º Reggimento. Alla fine del 2021 è stato ricostituito il 143º Reggimento fucilieri motorizzato, assegnato alla divisione.
A partire dal 2022 la divisione è stata impiegata nel corso dell'invasione russa dell'Ucraina, operando inizialmente nella regione di Zaporižžja. Fra la fine di marzo e l'inizio di aprile sono stati uccisi in combattimento il comandante dell'872º Reggimento artiglieria semovente e il vice comandante della divisione, tenenti colonnello Fedor Solov'ev e Aleksandr Blinov. A partire da maggio è stata trasferita in Donbass, dove ha preso parte alla battaglia di Sjevjerodonec'k attaccando gli insediamenti di Toškivka e Hirs'ke a sud della città. Negli scontri per il secondo villaggio alla fine di giugno il 218º Reggimento corazzato, insieme a numerose altre unità russe, ha inflitto gravi perdite alla 24ª Brigata meccanizzata ucraina prima che questa si ritirasse per evitare l'accerchiamento. In seguito alla presa di Lysyčans'k, ad agosto la divisione ha mandato il 394º Reggimento all'attacco delle posizioni tenute dalla 115ª Brigata meccanizzata in direzione di Sivers'k, senza ottenere successo.
Grazie alla mobilitazione parziale indetta in Russia a settembre la divisione ha potuto ripianare le perdite, integrando il 1466º Reggimento fucilieri motorizzato (unità militare 95483), reclutato in Čukotka. Successivamente è stata rischierata sul fronte meridionale. A dicembre il 394º Reggimento ha tentato un assalto verso Velyka Novosilka, che è stato respinto dalla 128ª Brigata di difesa territoriale. Il 13 maggio 2023 è stato ucciso in azione il vice comandante del battaglione di artiglieria del 114º Reggimento, maggiore Evgenij Echlakov. In seguito all'inizio della controffensiva ucraina nel giugno 2023 la divisione è stata impiegata in infruttuosi contrattacchi nel saliente di Vremivka, subendo gravi perdite fra i reparti meccanizzati.
A marzo 2024 elementi della divisione hanno supportato un attacco in direzione di Staromajors'ke condotto dalla 5ª Brigata corazzata e dalla 37ª Brigata fucilieri motorizzata. Dopo settimane di combattimenti, alla fine di maggio il 218º e il 394º Reggimento della divisione hanno occupato la parte centrale del villaggio. Il 14 giugno il 1466º Reggimento assegnato alla divisione ha ricevuto il titolo di unità delle guardie. Ad agosto 2024 elementi del 114º e del 143º Reggimento della divisione sono stati trasferiti nell'oblast' di Kursk per contrastare l'offensiva ucraina in territorio russo. L'8 agosto è stato ucciso in combattimento il comandante del 394º Reggimento, tenente colonnello Pavel Kužim.
All'inizio del 2025 la divisione è tornata ad avanzare in direzione di Velyka Novosilka, e il 17 gennaio le truppe del 394º Reggimento hanno raggiunto e occupato il villaggio di Vremivka. Nelle settimane successive la divisione è rimasta impegnata in combattimento nella città di Velyka Novosilka, dove sono stati uccisi in azione il vice comandante del 3º Battaglione del 114º Reggimento, primo tenente Soltan Askerchanov, e il comandante del 3º Battaglione del 394º Reggimento, capitano Donir Cydenov, rispettivamente il 19 e il 30 gennaio. Nei mesi successivi, rispettivamente il 3 marzo, il 26 giugno e il 31 luglio 2025 il 394º, il 218º e il 143º Reggimento della divisione sono stati insigniti del titolo onorifico di unità delle guardie.

## Struttura
- Comando di divisione[32]
- 114º Reggimento fucilieri motorizzato delle guardie "Duchovščina-Khingan" (unità militare 24776)
  - 1º Battaglione fucilieri motorizzato
  - 2º Battaglione fucilieri motorizzato
  - 3º Battaglione fucilieri motorizzato
  - Battaglione corazzato (T-72B)
  - Unità di supporto
- 143º Reggimento fucilieri motorizzato delle guardie (unità militare 21634)
  - 1º Battaglione fucilieri motorizzato
  - 2º Battaglione fucilieri motorizzato
  - 3º Battaglione fucilieri motorizzato
  - Battaglione corazzato (T-72B)
  - Unità di supporto
- 394º Reggimento fucilieri motorizzato delle guardie (unità militare 25573)
  - 1º Battaglione fucilieri motorizzato
  - 2º Battaglione fucilieri motorizzato
  - 3º Battaglione fucilieri motorizzato
  - Battaglione corazzato (T-80BVM)
  - Unità di supporto
- 218º Reggimento corazzato delle guardie (unità militare 82588)
  - 1º Battaglione corazzato (T-72B)
  - 2º Battaglione corazzato (T-72B)
  - 3º Battaglione corazzato (T-72B)
  - Battaglione fucilieri motorizzato
  - Battaglione artiglieria campale
  - Battaglione artiglieria missilistica contraerei
  - Unità di supporto
- 872º Reggimento artiglieria semovente "Vitebsk-Khingan" (unità militare 75234)
  - 1º Battaglione artiglieria semovente
  - 2º Battaglione artiglieria semovente
  - Battaglione artiglieria lanciarazzi
  - Battaglione artiglieria controcarri
  - Unità di supporto
- 1171º Reggimento missilistico contraerei (unità militare 65484)
- 77º Battaglione ricognizione
- 243º Battaglione genio (unità militare 93580)
- 928º Battaglione comunicazioni (unità militare 14241)
- 79º Battaglione manutenzione (unità militare 98655)
- 1139º Battaglione logistico
- 42º Battaglione medico
- Compagnia comando
- Compagnia guerra elettronica
- Compagnia UAV
- Compagnia difesa NBC

## Comandanti
- Maggior generale Michail Juškevič (1939-1942)
- Colonnello Dmitrij Piskunov (1942)
- Maggior generale Vasilij Sorokoumov (1942-1944)
- Colonnello Fëdor Nesterov (1944-1945)
- Maggior generale Jurij Petrov (2005-2007)
- Colonnello Sergej Ryžkov (2008-2009)
- Colonnello Evgenij Tubol (2009-2011)
- Colonnello Andrej Syčevoj (2011-2012)
- Colonnello Roman Berdnikov (2012-2014)
- Colonnello Aleksandr Tokarev (2014-2019)
- Maggior generale Igor' Kuz'menkov (2019-in carica)